# شوارتس باخ
شوارتس باخ (به آلمانی: Schwarzbach) رودی است که به رود بلیز می‌ریزد. این رود از کشور آلمان می‌گذرد.

## نگارخانه

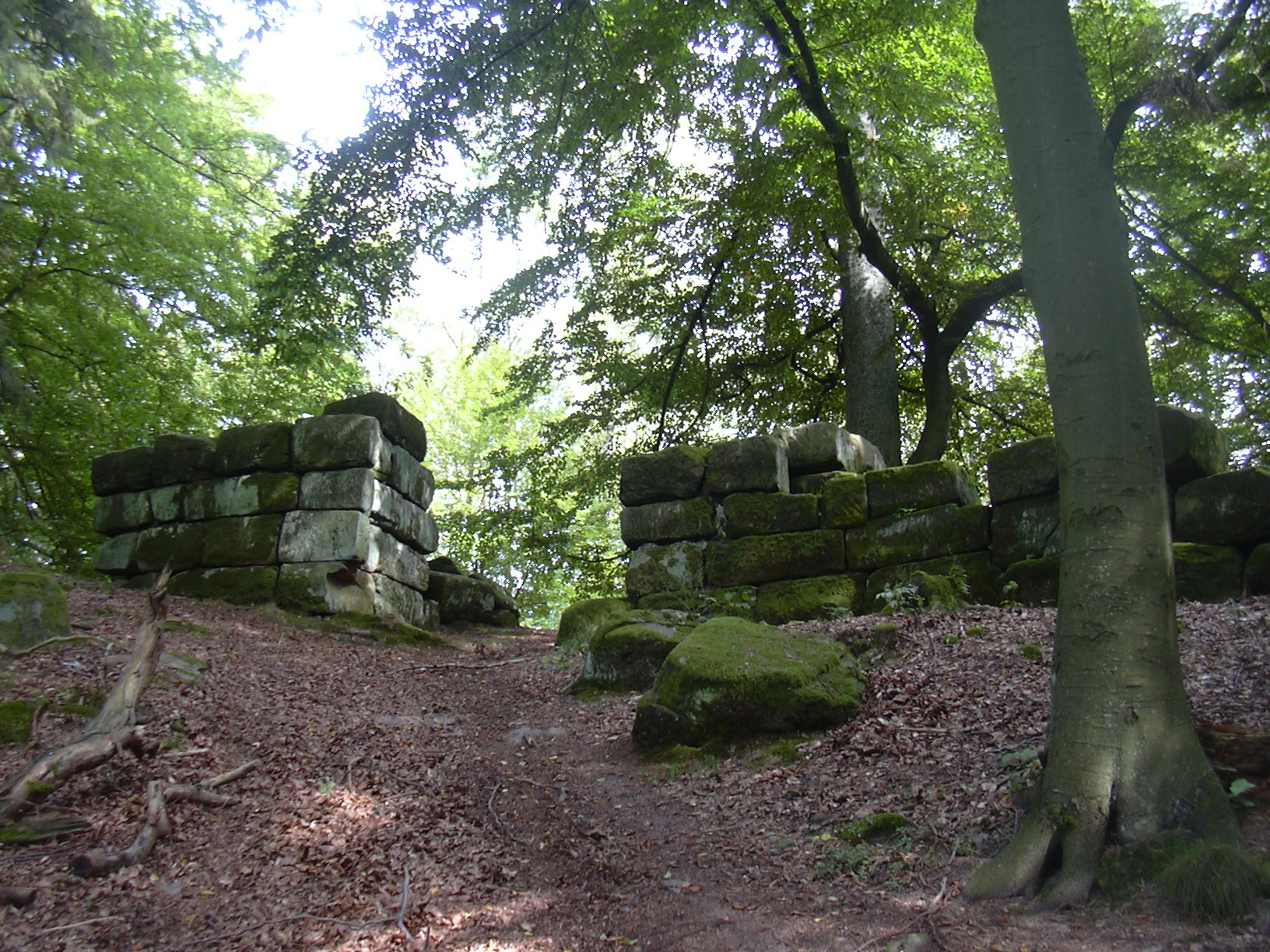
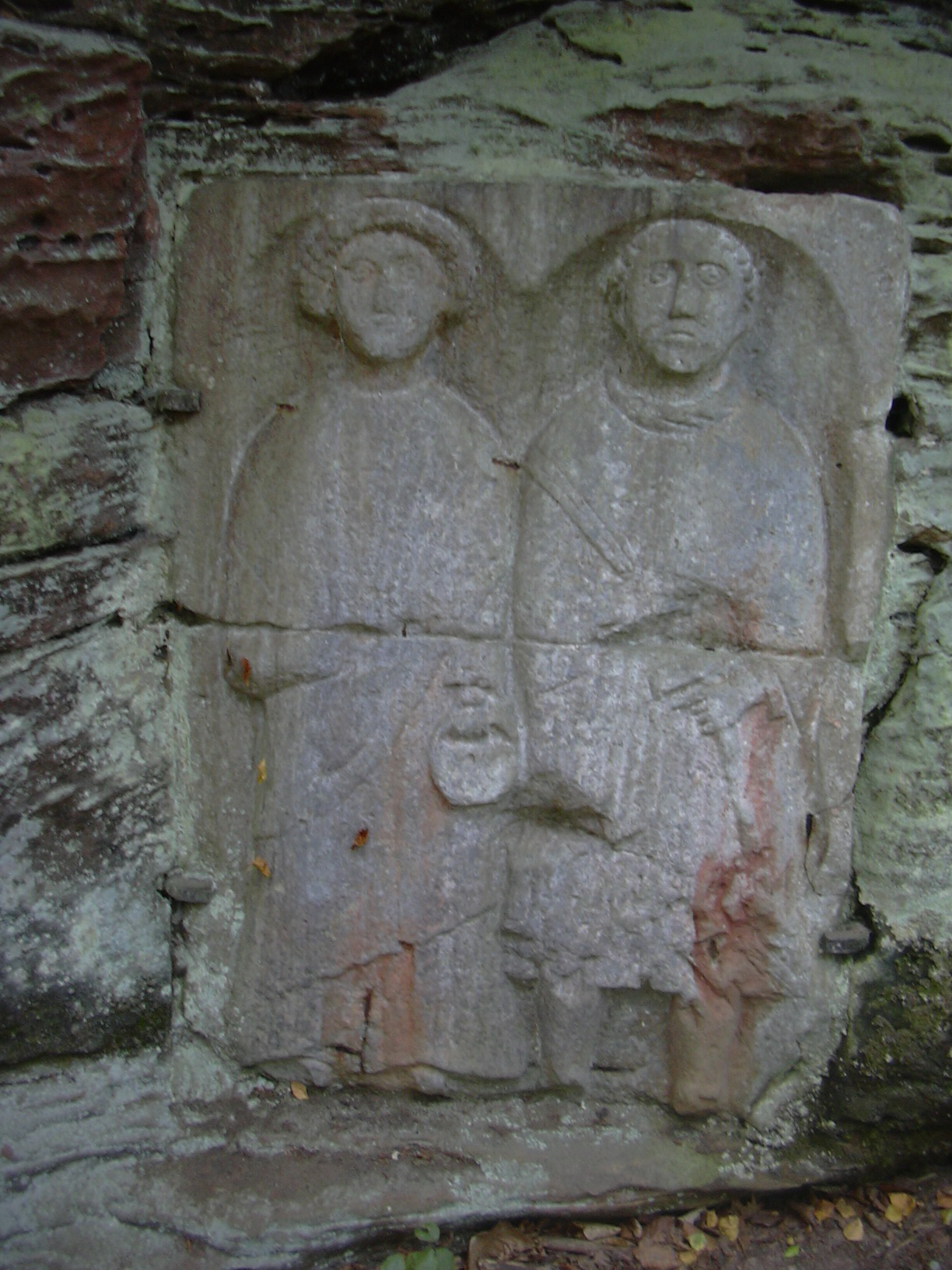
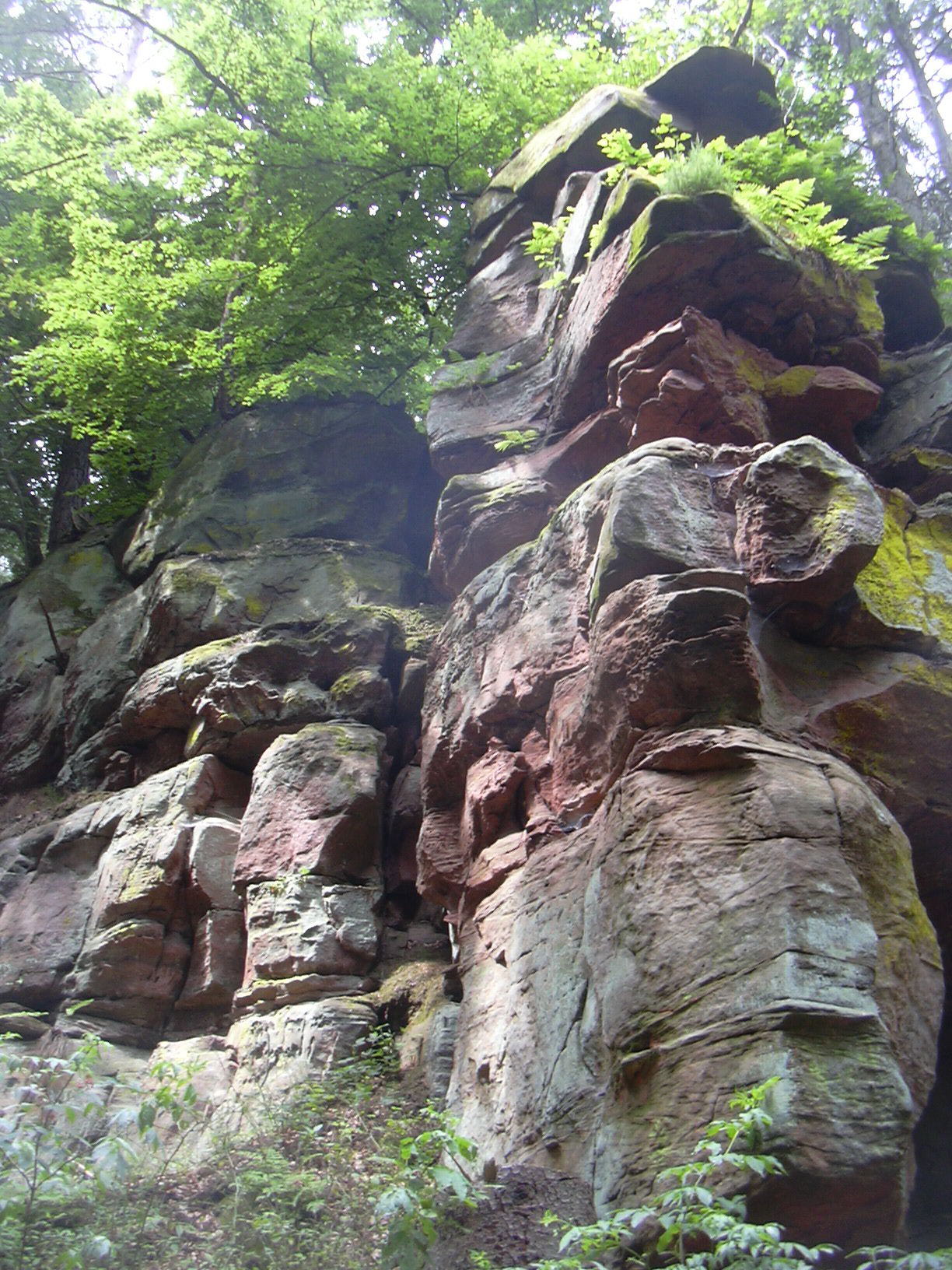
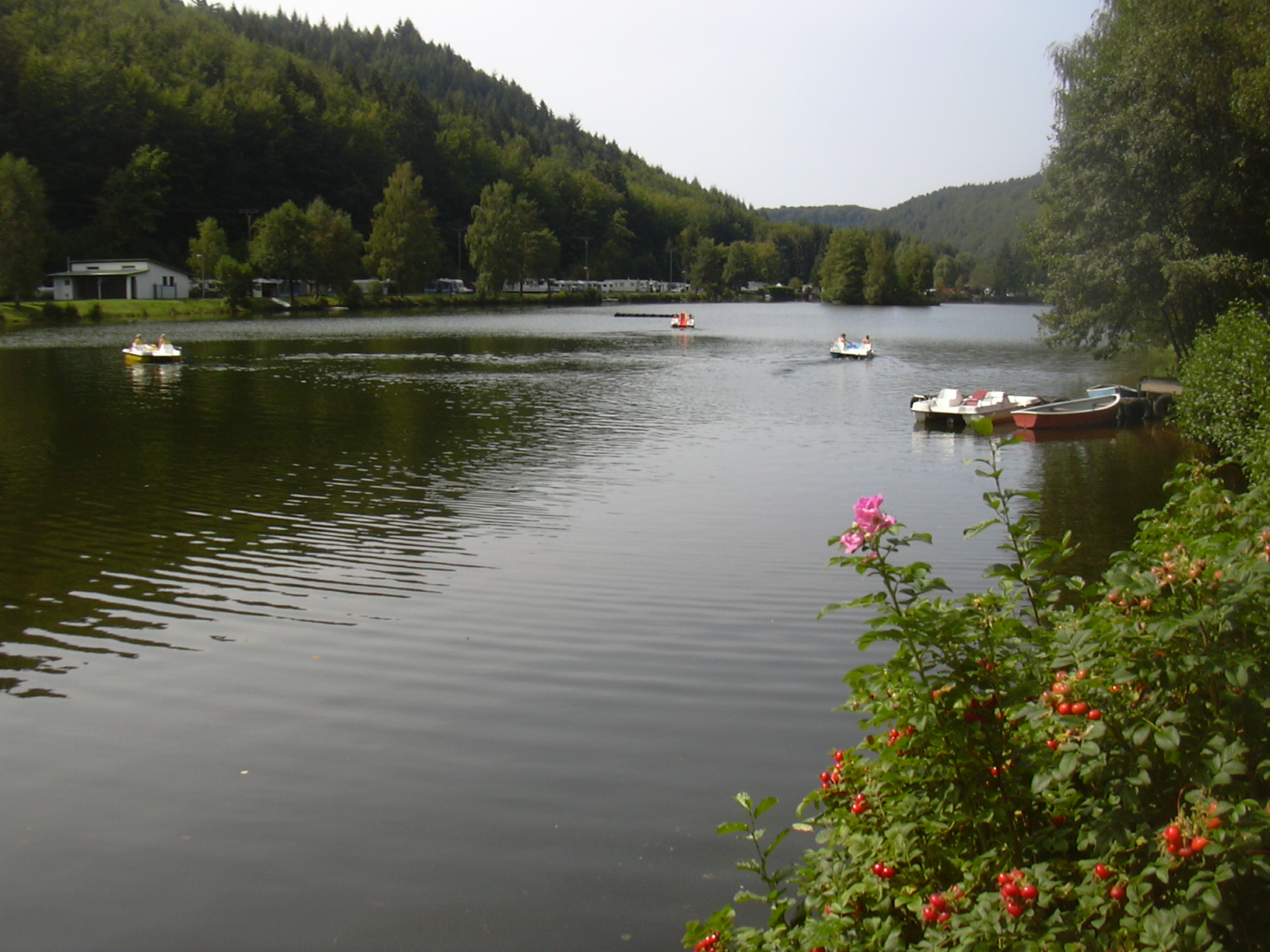
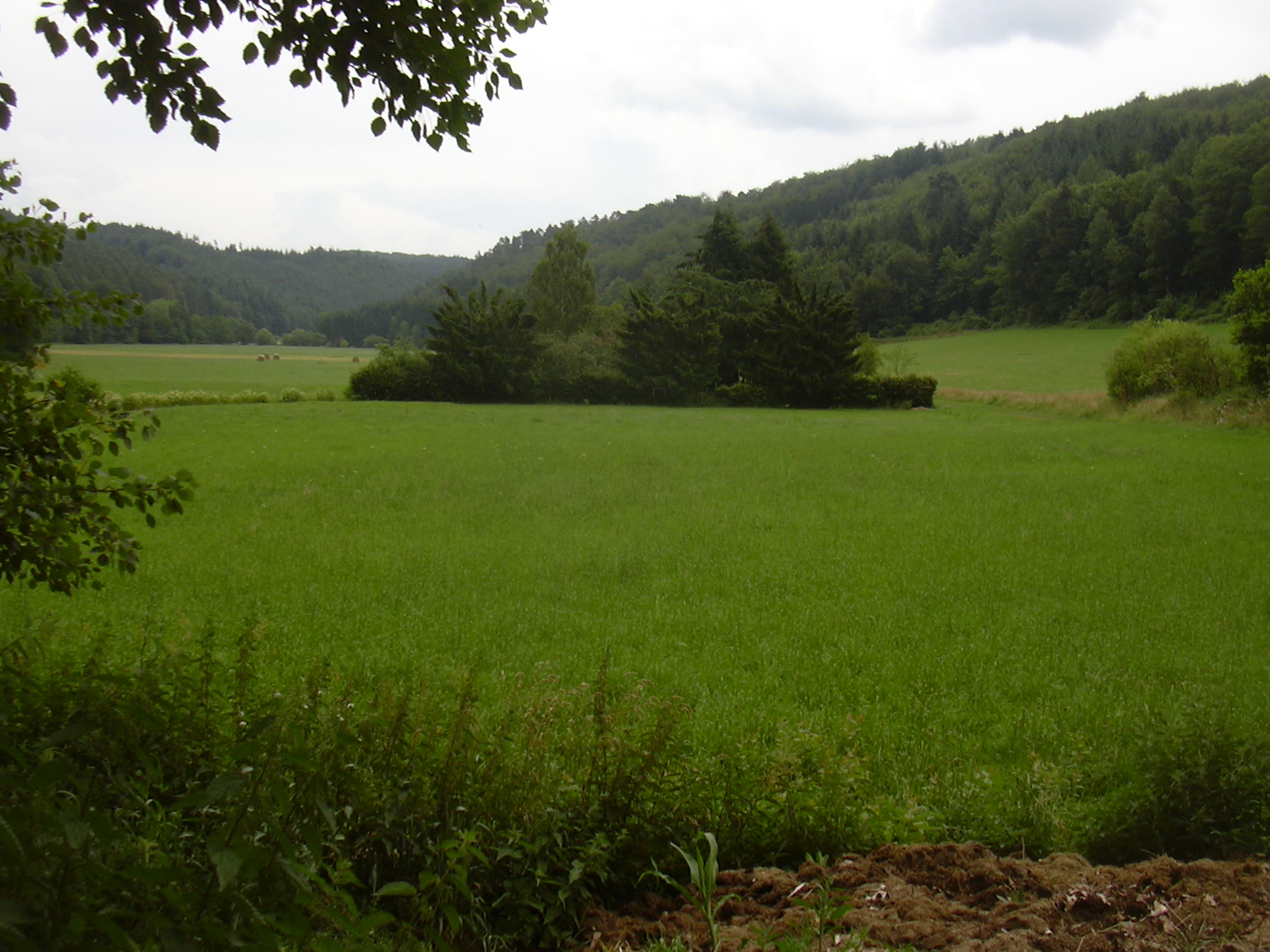
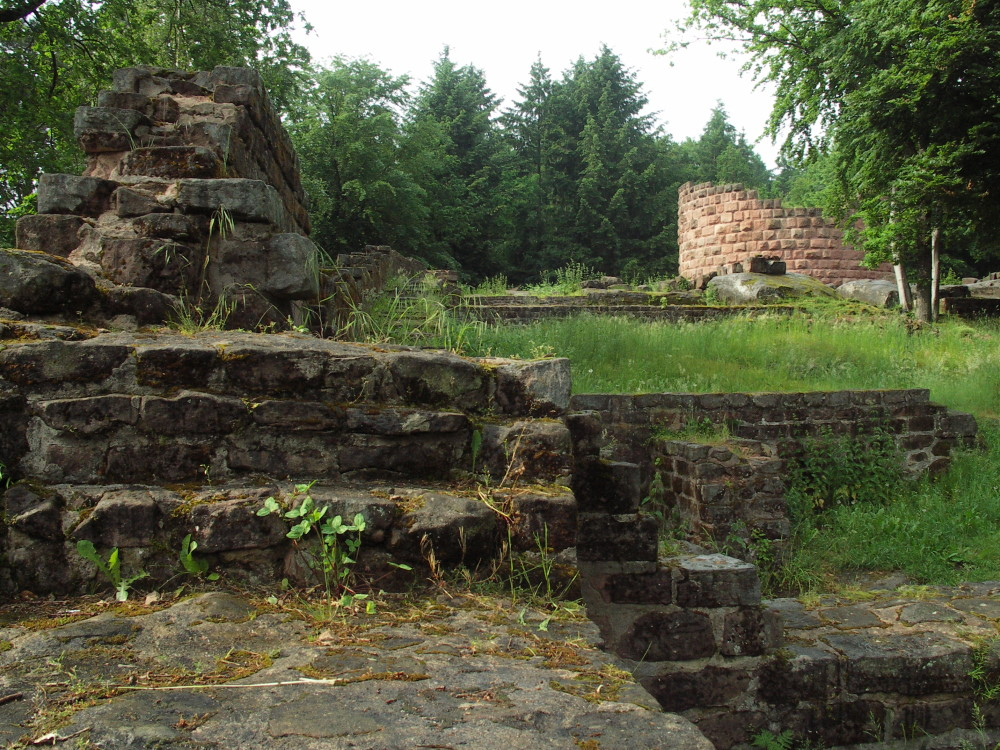